# Jaume Muñoz Jofre
Jaume Muñoz Jofre (Barcelona, 1990) és un historiador català. Llicenciat en història per la Universitat de Barcelona (UB), va complementar els seus estudis amb un màster interuniversitari en Història Contemporània per la Universitat Autònoma de Barcelona (UAB) i la Universitat Complutense de Madrid (UCM). S'ha especialitzat en la història del socialisme a Catalunya, i també investiga altres àrees temàtiques com la corrupció a Espanya als segles XIX i XX. És responsable del projecte Oficina UNESCO Barcelona Ciutat de la Literatura de l'Ajuntament de Barcelona.

## Publicacions
- La España corrupta. Breve historia de la corrupción (de la Restauración a nuestros días, 1875-2016) (Comares, 2016).[5][6]
- Perseguint la llibertat. La construcció de l'espai socialista a Catalunya, 1945-1982.